# Emanuel Halicz
Emanuel Halicz, właśc. Halpern (ur. 19 września 1921 we Lwowie, zm. 26 lutego 2015 w Kopenhadze) – polski i duński historyk, badacz dziejów XIX wieku, pułkownik Ludowego Wojska Polskiego.

## Życiorys
Pochodził z rodziny polskich Żydów. Od 1939 roku studiował na Wydziale Historycznym na ukraińskim Uniwersytecie we Lwowie. Od 1940 członek Komsomołu. W czerwcu 1941 roku został ewakuowany do Maryjskiej Autonomicznej Socjalistycznej Republiki Radzieckiej. W 1942 ukończył studia historyczne w Instytucie Pedagogicznym, następnie zatrudniony jako nauczyciel. Od października 1943 roku w Ludowym Wojsku Polskim ZSRR jako oficer polityczny. Służbę wojskową zakończył w 1950 w stopniu pułkownika, jako Szef Wydziału Propagandy Zarządu Politycznego Okręgu Wojskowego Kraków. Od kwietnia 1945 członek PPR, następnie PZPR. W 1947 nostryfikował dyplom ukończenia studiów na Uniwersytecie Jagiellońskim. Tam w 1950 obronił pracę doktorską. W październiku 1950 roku Główny Zarząd Polityczny Wojska Polskiego skierował go na studia do Instytutu Kształcenia Kadr Naukowych. Od 1952 roku zatrudniony tam na pół etatu. W 1954 kandydat nauk historycznych (ówczesna habilitacja) tamże. Pracował następnie w Instytucie Nauk Społecznych przy KC PZPR (do 1956 roku), Uniwersytecie Warszawskim (1952–1954, 1960–1962) i od 1957 roku w Wojskowej Akademii Politycznej. W Wojskowej Akademii Politycznej był w latach 1958–1968 kierownikiem Katedry Historii Polski. Docent od 1954, profesor nadzwyczajny od 1960 roku.
W latach 1956–1970 był członkiem komisji do wydania źródeł z okresu powstania styczniowego przy Polskiej Akademii Nauk i Akademii Nauk ZSRR. Był uczestnikiem XII Międzynarodowego Kongresu Nauk Historycznych w Wiedniu w 1965. Jego główne zainteresowania naukowe skupiały się na historii Polski i historii powszechnej XIX wieku. Zajmował się dziejami polskich powstań narodowych XIX wieku, opublikował wiele opracowań na ten temat. Był m.in. konsultantem filmu dokumentalnego Powstanie styczniowe z 1962 roku. W latach 1954–1956 był członkiem komitetu redakcyjnego pisma „Studia i Materiały do Historii Wojskowości”.
W 1968 został usunięty z pracy w Wojskowej Akademii Politycznej. W 1971 wyemigrował z rodziną do Danii. W 1972 został zdegradowany przez ministra obrony narodowej Wojciecha Jaruzelskiego. Na emigracji współpracował z pismami: „Zeszyty Historyczne” i „Historisk tidskrift”, „Zeitschrift für Ostmitteleuropa-Forschung”.
W latach 1972–1982 był profesorem uniwersytetu w Odense, a następnie w latach 1982–1990 uniwersytetu w Kopenhadze. W 1989 został zaproszony przez Polską Akademię Nauk, Uniwersytet Jagielloński i Towarzystwo Polonia na III Kongres Uczonych Polskiego Pochodzenia – odmówił przyjazdu. W 1994 przywrócono mu utracony stopień wojskowy.

## Odznaczenia
- Order Krzyża Grunwaldu - 1945
- Krzyż Kawalerski Orderu Odrodzenia Polski - 1946
- Medal za Odrę, Nysę, Bałtyk - 1956
- Odznaka Tysiąclecia Państwa Polskiego - 1966

## Wybrane publikacje[13]
- Polska sztuka wojenna w okresie powstania styczniowego, Warszawa: Ministerstwo Obrony Narodowej 1954.
- Kwestia chłopska w Królestwie Polskim w dobie powstania styczniowego, Warszawa: „Książka i wiedza” 1955.
- Rola nurtu plebejskiego w polskich walkach narodowo-wyzwoleńczych w latach 1794-1864, oprac. E. Halicz, M. Żychowski przy wykorzystaniu materiałów Z. Mańkowskiego i W. Jakóbczyka, Warszawa: Polska Akademia Nauk. Sekcja Historii i Historii Filozofii 1955.
- Rola nurtu plebejskiego w polskich powstaniach narodowych XVIII i XIX wieku, oprac. Emanuel Halicz, przy udziale M. Żychowskiego, Z. Mańkowskiego i W. Jakóbczyka, Warszawa: Wydawnictwo Ministerstwa Obrony Narodowej 1956.
- Instrukcja powstańcza Ludwika Mierosławskiego, przyg. do dr. Emanuel Halicz, wstęp E. Halicz, Warszawa: Wojskowa Akademia Polityczna im. F. Dzierżyńskiego 1958.
- (redakcja) Franciszek Kopernicki, Pamiętnik z powstania styczniowego: notatki z powstania w województwie kaliskim 1863 i 1864 r., wstęp i przypisy Emanuel Halicz, przygot. do druku E. Halicz, Leonard Ratajczyk, Warszawa: Wojskowa Akademia Polityczna im. F. Dzierżyńskiego 1959.
- (redakcja) Franciszek L. von Erlach, Partyzantka w Polsce w roku 1863: na podstawie własnych obserwacji zbieranych na teatrze walki od marca do sierpnia, przygot. do dr. Emanuel Halicz, tł. Jana Gagatka i Wacława Tokarza skolekcjonowane i uzup., Warszawa: Wydawnictwo Ministerstwa Obrony Narodowej 1960.
- (redakcja) Władysław Ignacy Nowacki-Kopaczyński, Pamiętnik Junoszy, oficera polskich żandarmów w powstaniu styczniowym, przygot. do druku Emanuel Halicz, Leonard Ratajczyk, Warszawa: Wojskowa Akademia Polityczna 1960.
- (redakcja) Proces Romualda Traugutta i członków Rządu Narodowego: akta Audytoriatu Polowego z lat 1863/1864, t. 1-4, red. Emanuel Halicz, Warszawa: Państwowe Wydawnictwo Naukowe 1960-1961.
- (redakcja) Demokracja polska w powstaniu styczniowym: wybór źródeł, red. E. Halicz, Wrocław: Zakład Narodowy im. Ossolińskich Wydawnictwo PAN 1961.
- (redakcja) Nurty lewicowe w dobie polskich powstań narodowych 1794-1849: wybór źródeł, pod red. Emanuela Halicza, wstęp H. Jabłoński, Wrocław: Zakład Narodowy im. Ossolińskich Wydawnictwo PAN 1961.
- Geneza Księstwa Warszawskiego: studia, Warszawa: Wydawnictwo Ministerstwa Obrony Narodowej 1962.
- (redakcja) Zbigniew Chądzyński, Wspomnienia powstańca z lat 1861-1863, oprac. i wstęp Emanuel Halicz, Warszawa: Wydawnictwo Ministerstwa Obrony Narodowej 1963.
- (redakcja) Józef Oxiński, Wspomnienia z powstania polskiego 1863-1864, oprac., wstęp i przypisy Emanuel Halicz, Warszawa: Państwowe Wydawnictwo Naukowe 1965.
- (redakcja) Źródła do dziejów polskiej myśli partyzanckiej XIX w., wybrał Emanuel Halicz, Warszawa: Wojskowa Akademia Polityczna im. F. Dzierżyńskiego 1966.
- (redakcja) Józef Pawlikowski, Czy Polacy wybić się mogą na niepodległość, do druku przygot. i wstępem opatrzył Emanuel Halicz, Warszawa: Wydawnictwo Ministerstwa Obrony Narodowej 1967.
- (przedmowa) Karol Marks, Fryderyk Engels, Dzieła, t. 14, cz. 1: [Lipiec 1857-listopad 1860] / tł. Henryk Krzeczkowski, red. Stanisław Halbersztadt, przedm. E. Halicz, Warszawa: Książka i Wiedza 1967.
- Powstanie Styczniowe: materiały i dokumenty, t. 1: Dokumenty Komitetu Centralnego Narodowego i Rządu Narodowego 1862-1864, red. E. Halicz, S. Kieniewicz, I. Miller, Wrocław: Zakład Nar. im. Ossolińskich 1968.
- Partisan warfare in 19th century Poland: the development of a concept, transl. from the Polish by Jane Fraser, Odense: Odense Univ. Press 1975.
- Polish national liberation struggle and the genesis of the modern nation, transl. from the Polish by Roger A. Clarke, Odense: Odense Univ. Press 1982.
- Russian policy towards the Scandinavian countries in 1856-1864, Washington: Humanistik Fakultet 1985.
- The 1863 Polish Uprising and Scandinavia. The Year 1863, the Turning-Point in Russo-Scandinavian Relations, København: Københavns Uniw. Slaviske Inst 1988.
- Russia and Denmark 1856-1864: a chapter of Russian policy towards the Scandinavian Countries, transl. from the Pol. by Roger A. Clarke, Copenhagen: C. A. Reitzel's Forl. 1990.
- (redakcja) Poland's memorandum to the Peace Congress in Rome, November 1891, ed. by Emanuel Halicz, Copenhagen: C. A. Reitzels 1993.